# (What’s so Funny ’Bout) Peace, Love and Understanding

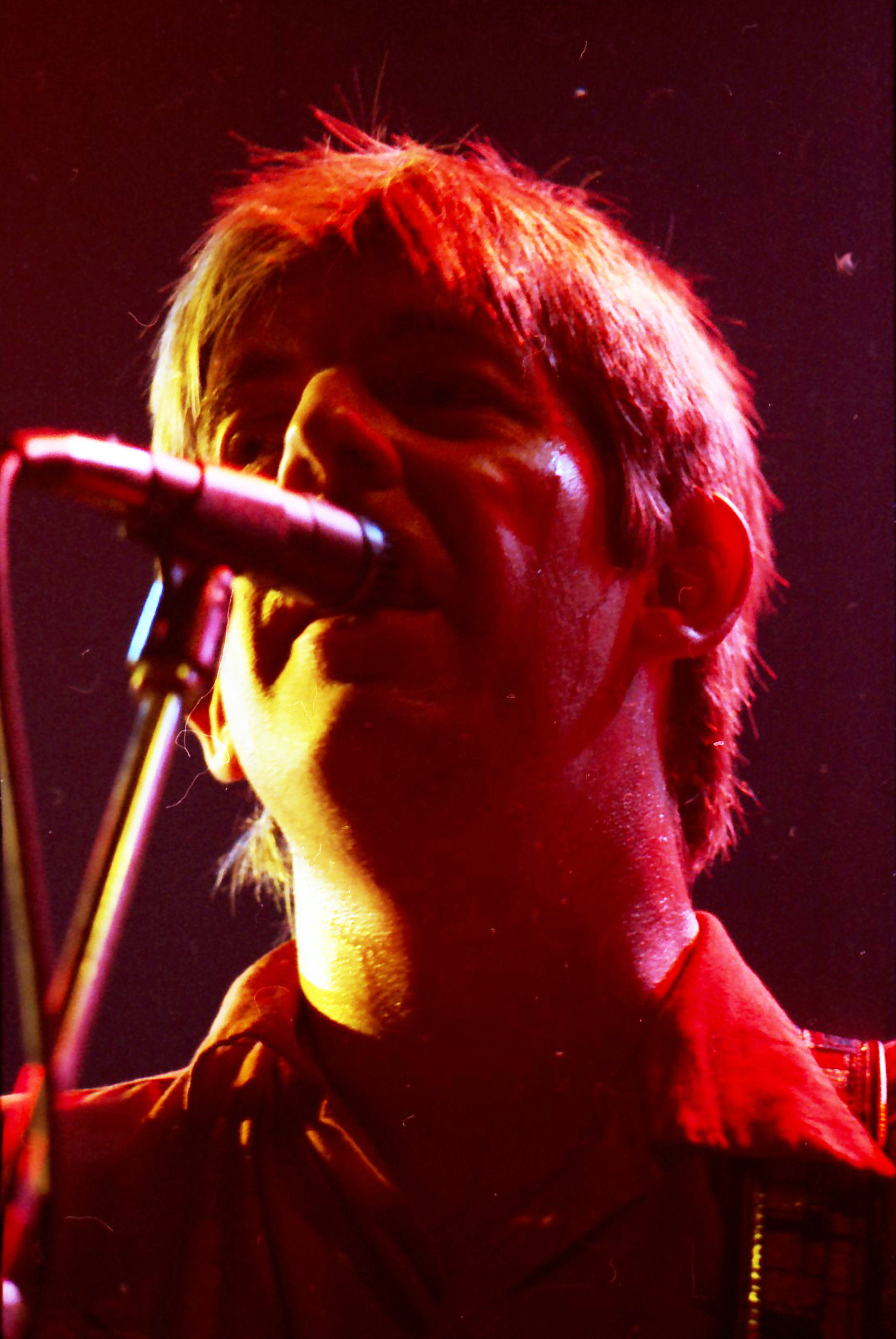
Nick Lowe (1980)

(What’s so Funny ’Bout) Peace, Love and Understanding ist ein 1974 von Nick Lowe geschriebener Song. Er wurde von seiner Band Brinsley Schwarz auf dem Album The New Favourites of Brinsley Schwarz veröffentlicht und erschien auch als Single.
Bekannt wurde der Song durch die Version von Elvis Costello, die 1978 als B-Seite von Nick Lowes Solo-Single American Squirm  veröffentlicht wurde. 1979 erschien es in der amerikanischen Version von Costellos Album Armed Forces.

## Version von Brinsley Schwarz
Nick Lowe hatte den Song in der Pub-Rock-Band Brinsley Schwarz geschrieben. Er sagte:
„Ich schrieb das Lied 1973, und die Hippie-Bewegung ging zu Ende, alle fingen an, härtere Drogen zu nehmen und das Trinken wieder zu entdecken. Alkohol wurde gesellschaftsfähig und jeder schien irgendwie aus dem Hippie-Traum in eine zynischere und unangenehmere Stimmung aufzuwachen. Und dieses Lied sollte eine alte Hippie-Reminiszenz sein, belächelt vom neuen Zeitgeist, den neuen Klugscheißer-Typen sagend: «Schaut, Ihr denkt, Ihr hättet die Weisheit mit Löffeln gefressen. Ihr könnt zwar über mich lachen, aber alles, was ich dazu antworte, ist: 'Was ist so lustig an Frieden, Liebe und Verständnis?'» Und das war die Idee hinter dem Lied. Aber ich denke, als ich anfing, das Lied zu schreiben, sagte mir meine innere Stimme, dass dieses Thema zu gut für einen Scherz sei. Das Lied war eigentlich als Witz ausgelegt, aber irgendwas sagte mir, das auch etwas Weisheit in der Sache steckte und ich es deswegen nicht vermasseln durfte.“
Zum Liedtitel erwähnte Lowe: „… Lass einfach den etwas klobigen Titel die Arbeit machen, war die Idee.“
Zur Melodie sate er: „Ich würde immer zugeben, dass es einen Lick in der Melodie gibt, die ich von Judee Sill gestohlen habe. Sie hatte ein Lied namens ‘Jesus Was A Cross Maker‘ zu dieser Zeit, den ich wirklich für einen super Song hielt.“
Das Lied wurde 1974 auf dem Album The New Favorites of … Brinsley Schwarz veröffentlicht und als Single ausgekoppelt. Diese Version erschien in verschiedenen Lowe-Kompilationen: 2002 in Anthology (zusammen mit der Elvis Costello-Version), 2009 in Quiet Please … Das neue Beste von Nick Lowe, 1991 in Surrender to the Rhythm: Das Beste von Brinsley Schwarz, 1996 in Naughty Rhythms: The Best of Pub Rock 1970–1976 und 1998 in Pub Rock: Paving the Way for Punk.
Lowe hat keine Solo-Studio-Version des Songs veröffentlicht, er spielt ihn aber regelmäßig im Konzert. Eine weitere Live-Lowe-Version erscheint auf seinem 2004er Live-Album Untouched Takeaway, und eine Live-Version von Brinsley Schwarz ist auf What IS so Funny About Peace Love and Understanding enthalten, mit Songs, die live in BBC-Sessions gespielt wurden.

## Elvis Costello & The Attractions

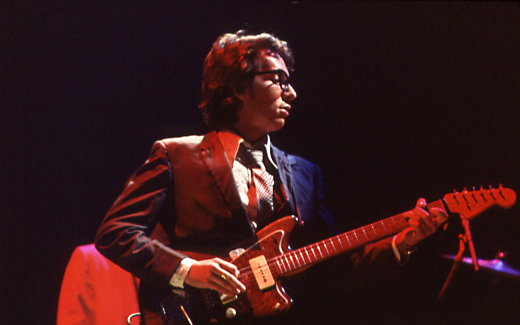
Elvis Costello 1978

Elvis Costello und The Attractions nahmen ein Cover des Songs für die B-Seite von Lowes 1978er Single American Squirm auf, eine Version, die „Nick Lowe and His Sound“ zugeschrieben wird. Zu dieser Zeit war Lowe Costellos Produzent und produzierte auch diesen Track. Lowe erinnerte sich an den Prozess:

„Es war Costellos Idee. Ich habe damals seine Platten produziert … Auf keinen Fall würde ich ihn dazu bringen, einen meiner Songs aufzunehmen. Er war ein Fan von Brinsley Schwarz, in der ich vor Rockpile war. Er kam immer, um uns spielen zu sehen. 'Peace Love and Understanding' war ein Lied von Brinsley Schwarz. Als sich die Brinsleys trennten, gingen die meisten Songs metaphorisch in den Mülleimer. … Aber er war es, der dieses Lied wirklich populär machte.“

Als das Lied ein Hit wurde, wurde es als letzter Titel an die US-Ausgabe von Costellos Album Armed Forces angehängt. Es ist im Laufe der Jahre auf den meisten „Best of …“-Kompilationen von Costello sowie auf dem Soundtrack zum Film 200 Cigarettes erschienen. Live-Versionen erschienen in der Rock and Roll Hall of Fame, Band 7: 2002–2003, und im 2012 The Return of the Spectacular Spinning Songbook. Im Jahr 2004 stufte das Rolling Stone Magazin diese Version des Songs als den 284. besten Song aller Zeiten ein.
Das Magazin Modern Drummer sagte über das Spiel des Schlagzeugers Pete Thomas: „Bei diesem Song passiert etwas Schönes, das vielen frühen Attractions-Songs gemeinsam ist. Man hat das Gefühl, dass der Track entgleisen könnte, während Thomas in Wirklichkeit alles im Griff hat. Er spielt hier viel, ohne zu übertreiben. Wie die meisten Attractions-Songs aus dieser Zeit wurde dies live, mit voller Band und Lead-Gesang aufgenommen. Das ist wahrscheinlich der Grund, warum es so viele Jahre später immer noch so energiegeladen und inspiriert klingt.“

## Verwendung im Film
1992 wurde der Song von Curtis Stigers für den Whitney-Houston-Film The Bodyguard gecovert. Das Soundtrack-Album des Films verkaufte sich weltweit 44 Millionen Mal und brachte Lowe große Tantiemen ein.